# Chega
Chega, CHEGA! (z pt. Dosyć!) – portugalska prawicowa partia polityczna założona 9 kwietnia 2019 roku przez André Venturę.

## Poparcie w wyborach

### Wybory parlamentarne
| Wybory | Lider         | Wyniki    | Wyniki    | Mandaty | +/-  | Rząd        |
| Wybory | Lider         | Głosy     | %         | Mandaty | +/-  | Rząd        |
| ------ | ------------- | --------- | --------- | ------- | ---- | ----------- |
| 2019   | André Ventura | 67 826    | 1,29 (#7) | 1/230   | Nowa | Opozycja    |
| 2022   | André Ventura | 385 543   | 7,2 (#3)  | 12/230  | 11   | Opozycja    |
| 2024   | André Ventura | 1 169 781 | 18,1 (#3) | 50/230  | 38   | Brak danych |

### Wybory prezydenckie
| Wybory | Kandydat      | Pierwsza tura | Pierwsza tura | Pierwsza tura |
| Wybory | Kandydat      | Głosy         | %             | Miejsce       |
| ------ | ------------- | ------------- | ------------- | ------------- |
| 2021   | André Ventura | 493 162       | 11,89         | 3             |